# Drosophila fengkainensis
Drosophila fengkainensis är en tvåvingeart som beskrevs av Chen 2008. Drosophila fengkainensis ingår i släktet Drosophila och familjen daggflugor.
Artens utbredningsområde täcker provinserna Fujian, Guangdong, Guangxi och Zhejiang i Kina.